# Schottinnenstraat
De Schottinnenstraat is een straat in Brugge.

## Beschrijving
De eerste documenten over deze straat vermelden:
- 1498: bachten Schothillepoorte bi Sint-Gillis;
- 1567: een straetkin daer wylen een poorte stondtghenaemt de Scotillepoorte;
- 1578: in de strate also men plochte te gaene naer de Schothillepoorte;
- 1598: in 't voornoemde Schottylestraetkin.

De oorsprong van de straatnaam lijkt dus een woord te zijn waar men de juiste betekenis niet van kent. Karel De Flou dacht aan paalwerk, maar hij was het niet zeker.
Na verloop van eeuwen leek niemand nog iets over die Schottille te weten en het werd stilaan Schottinnen:
- 1765: het Schotille of Schottinnestraetken, wylent geseydt de Schottinnepoorte.

Het lijkt dus nogal duidelijk dat de straatnaam slechts door vervorming aan de Schottinnen is gewijd. Omdat de Schotse natie niet ver van die straat een natiehuis bezat, leek het aantrekkelijk om te denken dat er naast een Schottenbrug (nadien Torenbrug) ook een Schottinnenstraat kwam. Maar dat lijkt wel niet juist te zijn. Tenzij er enige waarheid zou zijn in de suggestie dat het om een sarcastische naam ging, gegeven omdat de Schotten in rok liepen en dus voor 'Schottinnen' konden aanzien worden.
De Schottinnenstraat loopt van de Sterstraat naar de Lange Raamstraat.